# Phosphide

Cấu trúc của calci phosphide.

Trong hóa học Phosphua là hợp chất chứa ion P3− hoặc tương đương. Nhiều loại phosphua khác nhau được biết đến, với các cấu trúc khác nhau. Thường gặp nhất là các phosphua hai thành phần, tức là những vật liệu chỉ bao gồm phosphor và một nguyên tố ít điện tử hơn. Phần nhiều thì là polyphosphua, là chất rắn bao gồm chuỗi anion hoặc cụm phosphor. Phosphua được biết đến với phần lớn các nguyên tố ít điện hơn ngoại trừ Hg, Pb, Sb, Bi, Te, and Po.